# Vinland Saga (manga)
Vinland Saga is een Japanse mangaserie geschreven en geïllustreerd door Makoto Yukimura. De manga verscheen in 2005 voor het eerst in Weekly Shonen Magazine en is hierna verhuisd naar het maandelijkse magazine Afternoon, beiden uitgegeven door Kodansha. Op het moment zijn er 26 volumes/tankōbons uitgebracht in Japan.
Op de 19e van maart 2018 werd er gemeld door Twin Engine dat de serie een anime televisie adaptie krijgt, geanimeerd door Wit Studio.

## Plot
Het verhaal speelt in Engeland en start in het jaar 1013, het jaar waarin de Deense koning Sven Gaffelbaard het grootste deel van het eiland verovert. Echter koning Sven nadert zijn dood en zijn zoons prins Harald en prins Knoet ruziën over zijn opvolging. Het verhaal bevat elementen uit historische bronnen uit die periode zoals De Flateyjarbók, De Grœnlendinga saga en De Eiríks saga rauða.
Het verhaal volgt Thorfinn, een jongen wiens vader vermoord is voor zijn ogen tijdens zijn jeugd door een huurling genaamd Askeladd die was ingehuurd om zijn vader te doden. Zijn vader had Askeladd uitgedaagd tot een één op één gevecht nadat hun schip was ingesloten, op voorwaarde dat als hij hem zou verslaan, Askeladd hen zou laten gaan. Zijn vader won dit gevecht maar Askeladd hield zich niet aan de afspraak. Zijn vader, die geen andere uitweg meer zag, liet Askeladd zweren dat hij zijn zoon en de andere bemanning zou laten gaan in ruil voor zijn leven. Hierna besluit Thorfinn om zijn vaders dood te wreken door Askeladd in een eerlijk gevecht te verslaan. Hij sluit zich min of meer aan bij Askeladds bende, om hem uit te mogen dagen voor een gevecht. Dit gevecht moet hij wel verdienen door opdrachten uit te voeren voor Askeladd.

## Anime
Een deel van de manga werden door Wit Studio en MAPPA verwerkt tot een 48 afleveringen tellende anime. Het eerste seizoen werd in Japan uitgezonden van 7 juli 2019 tot 29 december 2019. Het tweede seizoen liep van 10 januari 2023 tot 20 juni 2023. De serie verscheen ook op Netflix.